# Theodor Quandt
Theodor Quandt (ur. 22 czerwca 1897, zm. 6 czerwca 1940) – niemiecki as myśliwski z czasów I wojny światowej z 15 potwierdzonymi zwycięstwami powietrznymi. Dowódca Jagdstaffel 53 i Jagdstaffel 36.
Urodzony we Wschodnich Prusach Theodor Quandt służbę rozpoczął od 3 sierpnia 1914 roku w 43 Pułku Piechoty. Wkrótce został przeniesiony do 20 Pułku Artylerii i z jednostką brał udział w bitwie pod Tannenbergiem. W 1916 roku został przeniesiony na front zachodni i 1 lipca 1916 został skierowany do lotnictwa. Quandt przeszedł szkolenie lotnicze w Halberstadt oraz w Hanowerze i od 1 stycznia 1917 roku służył w jednostce obserwacyjnej FFA270. W jednostce służył do 1 kwietnia 1917 roku kiedy to został przeniesiony do eskadry myśliwskiej Jasta 36. W jednostce służył do 24 grudnia 1917 roku odnosząc 8 zwycięstw powietrznych. 14 grudnia został mianowany dowódcą nowo utworzonej eskadry Jasta 53, pomimo 8 miesięcznego dowodzenia tą jednostką, Quandt nie odniósł w niej żadnego zwycięstwa.
21 sierpnia 1918 roku powrócił do swojej macierzystej jednostki na stanowisko jej ostatniego dowódcy. W jednostce odniósł kolejne zwycięstwa powietrzne dochodząc do łącznej liczby 15 potwierdzonych zwycięstw. Jego ofiarami byli angielskie asy Arthur Gilbert, William Joseph Benger oraz amerykański John Owen Donaldson.
W czasie II wojny światowej służył w stopniu majora w Luftwaffe. W czasie walk nad Francją 6 czerwca 1940 roku jego Messerschmitt Bf 109 została zestrzelony. Theodor Quandt zginął na miejscu katastrofy.

## Odznaczenia (lista niepełna)
- Królewski Order Rodu Hohenzollernów